# رپتسه‌سنت‌دیوردی
رپتسه‌سنت‌دیوردی (به مجاری:  Répceszentgyörgy) یک شهرداری در مجارستان است که در واش واقع شده‌است. رپتسه‌سنت‌دیوردی ۵٫۷۵ کیلومتر مربع مساحت و ۱۲۸ نفر جمعیت دارد.